# Carcinops tristicula
Carcinops tristicula är en skalbaggsart som beskrevs av Sylvain Auguste de Marseul 1870. Carcinops tristicula ingår i släktet Carcinops och familjen stumpbaggar. Inga underarter finns listade i Catalogue of Life.